# Old Mutual
Old Mutual — южноафриканская инвестиционная, сберегательная, страховая и банковская группа, крупнейший финансовый конгломерат Африки. Работает в 14 странах: ЮАР, Ботсвана, Намибия, Эсватини, Малави, Зимбабве, Южный Судан, Кения, Уганда, Руанда, Танзания, Гана, Нигерия и КНР. Через сеть из 529 отделений обслуживает 13,9 млн клиентов. Акции торгуются на Йоханнесбургской, Зимбабвийской, Намибийской и Ботсванской фондовых биржах.

## История
Основана в 1845 году как взаимная страховая компания, основной учредитель — Джон Фейрбейрн, также среди основателей был ряд влиятельных кейптаунцев, в том числе либеральный политик Сол Соломон. Первоначальное название — «Общество взаимного страхования мыса Доброй Надежды» — было изменено на «Южноафриканское общество взаимного страхования» в 1885 году.
В 1939 году Old Mutual открыла офис на Дарлинг-стрит. В 1956 году головной офис переехал в MutualPark в Пайнлэндс, в то время самый большой офисный блок в южном полушарии. Old Mutual приобрела крупный пакет акций в Mutual & Federal в 1970 году; оставшиеся акции были куплены в 2009 году. Mutual & Federal была переименована в Old Mutual 5 июня 2017 года и теперь является частью Old Mutual Emerging Markets.
К середине XX века компания занимала около трети южно-африканского страхового рынка, в 1954 году был продан миллионный полис. Не имея возможности развиваться за рубежом из-за международной изоляции ЮАР в связи с апартеидом и жёстким валютным контролем, вкладывалась в акции местных компаний, войдя в число крупнейших акционеров Richemont, Rembrandt Group, Standard Bank, промышленной группы Barlow, горнодобывающей компании Anglo American. В 1973 году Old Mutual приобрела пакет акций Nedcor Bank, в 1986 году довела свою долю до контрольного пакета.
С окончанием режима апартеида в 1994 году компания начала освоение зарубежных рынков, в первую очередь Великобритании. В 1997 и 1998 годах были куплены британские брокерские фирмы Capel-Cure Myers и Albert E. Sharp, они были объединены под названием Capel-Cure Sharp.
В 1999 году компания была реорганизована из взаимной в публичную, для того, чтобы разместить акции на Лондонской фондовой бирже, штаб-квартира была перенесена в Лондон, акции также были размещены на фондовых биржах Йоханнесбурга и Франкфурта.
В 2000 году компания купила Gerrard Group, концерн финансовых услуг, за 857 млн долларов. Capel-Cure Sharp впоследствии была объединена с Greig Middleton, подразделением услуг частным клиентам Gerrard Group. Old Mutual продала Gerrard Barclays в 2003 году.
Позже в 2000 году Old Mutual купила United Asset Management, который базировался в Бостоне за 1,46 млрд долларов. Эта покупка не только вывела компанию на рынок США, но и сделала её крупной международной компанией по управлению активами.
В 2006 году Old Mutual приобрела шведскую страховую компанию, принадлежавшую банку Skandia.
Патрик О’Салливан стал председателем Old Mutual в 2010 году. В том же году HSBC отказался от своего плана по приобретению 70 % Nedbank, включая 53 % доли Old Mutual. В 2011 году Old Mutual продала US Life компании Harbinger Group Inc. за 350 млн долларов.
Old Mutual продала свои скандинавские операции компании Skandia Liv за 2,1 млрд фунтов стерлингов в 2012 году. В 2013 году Old Mutual расширила операции в Африке приобретением Provident Life Assurance в Гане и Oceanic Life в Нигерии. Также в 2013 году Old Mutual приобрела Fairheads Trust Company, одну из старейших трастовых компаний в Южной Африке, и учредила Old Mutual Wealth Trust Company.
В 2014 году Skandia Colombia была переименована в Old Mutual Colombia, Provident Life Assurance — в Old Mutual Ghana, а Skandia UK стала Old Mutual Wealth. Позже в 2014 году Old Mutual Wealth продала Skandia Germany, Skandia Austria и Skandia Poland.
В мае 2015 года Old Mutual отпраздновала 170-летие своей деятельности, а в ноябре Брюс Хемфилл стал исполнительным директором группы.
В августе 2016 года Old Mutual Investment Group подписала соглашение с Государственным инвестиционным управлением Нигерии об инвестировании 700 млн долларов в гостиничный бизнес, розничную торговлю, коммерческий сектор и продовольственную безопасность и продала свое итальянское подразделение по управлению капиталом группе ERGO за 278 млн евро.
В 2017 году Old Mutual завершила продажу индийской Kotak Mahindra Old Mutual Life Insurance Ltd. В ноябре 2017 года компания объявила, что в 2018 году Old Mutual Wealth будет преобразована в Quilter plc.
В 2018 году акции Old Mutual plc была разделена на две независимые компании, Old Mutual Limited и Quilter plc, акции которых котируются на фондовых биржах Йоханнесбурга, Зимбабве, Малави, Намибии и Лондона. В том же году головной офис Old Mutual переехал в Йоханнесбург. Также в этом году была продана часть пакета акций Nedbank.
В апреле 2019 года компания продала свой латиноамериканский бизнес Lily Bermuda Capital, дочерней компании сингапурского CMIG International Holding.

## Структура
Структура компании:
- Old Mutual Южная Африка
  - Old Mutual Investment Group
  - Old Mutual Insure
  - Old Mutual Wealth (Южная Африка)
- Old Mutual Ботсвана
- Old Mutual Гана
- Old Mutual Малави
- Old Mutual Намибия
- Old Mutual Нигерия
- Old Mutual Эсватини
- Old Mutual Зимбабве
- UAP Old Mutual Group
  - UAP Old Mutual Holdings
  - Faulu Microfinance Bank Limited
- Old Mutual-Guodian (Китай)